# Siuru

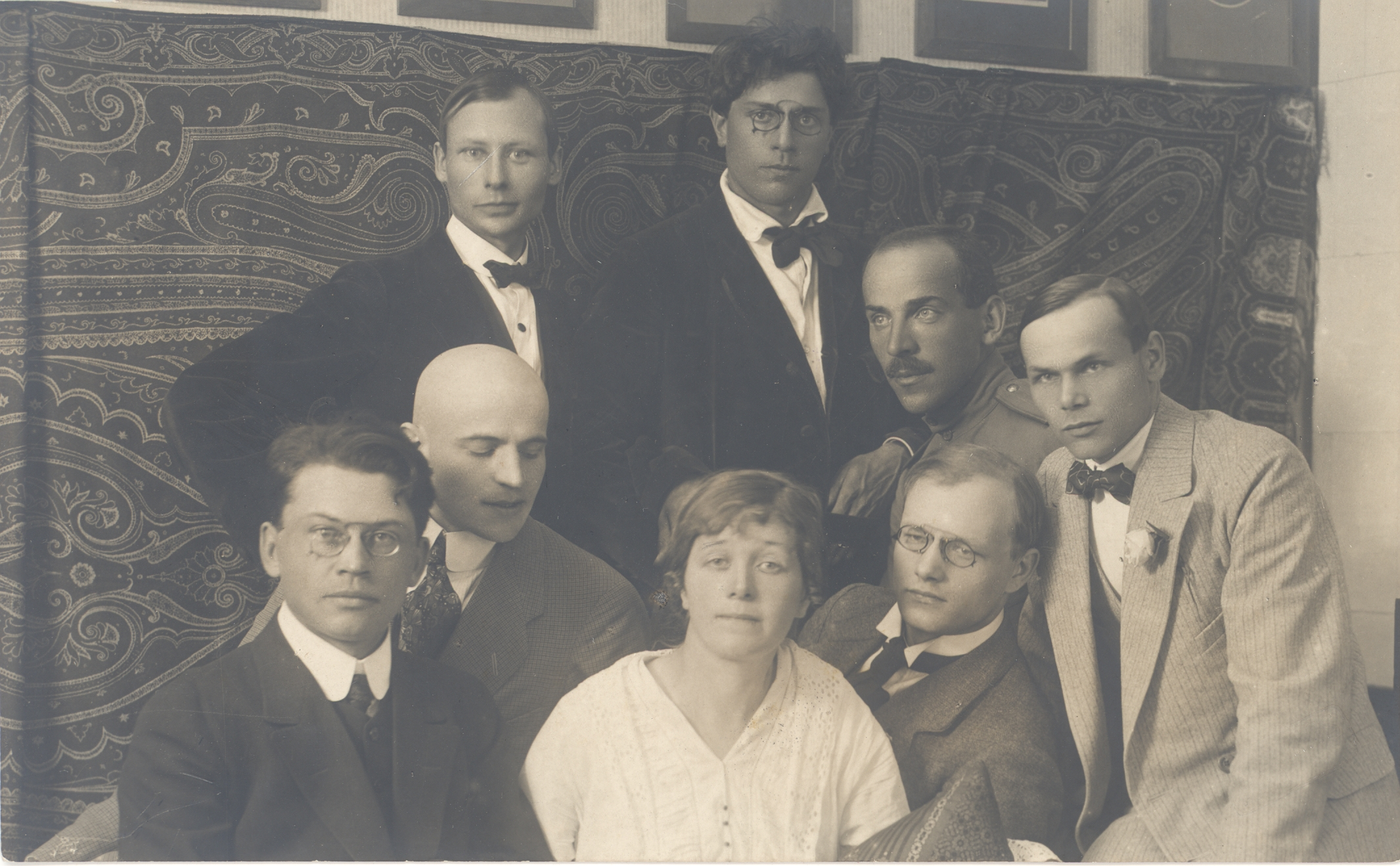
Miembros del grupo Siuru, atrás: Peet Aren, Otto Krusten; primera fila: Friedebert Tuglas, Arthur Adson, Marie Under, August Gailit, Johannes Semper y Henrik Visnapuu

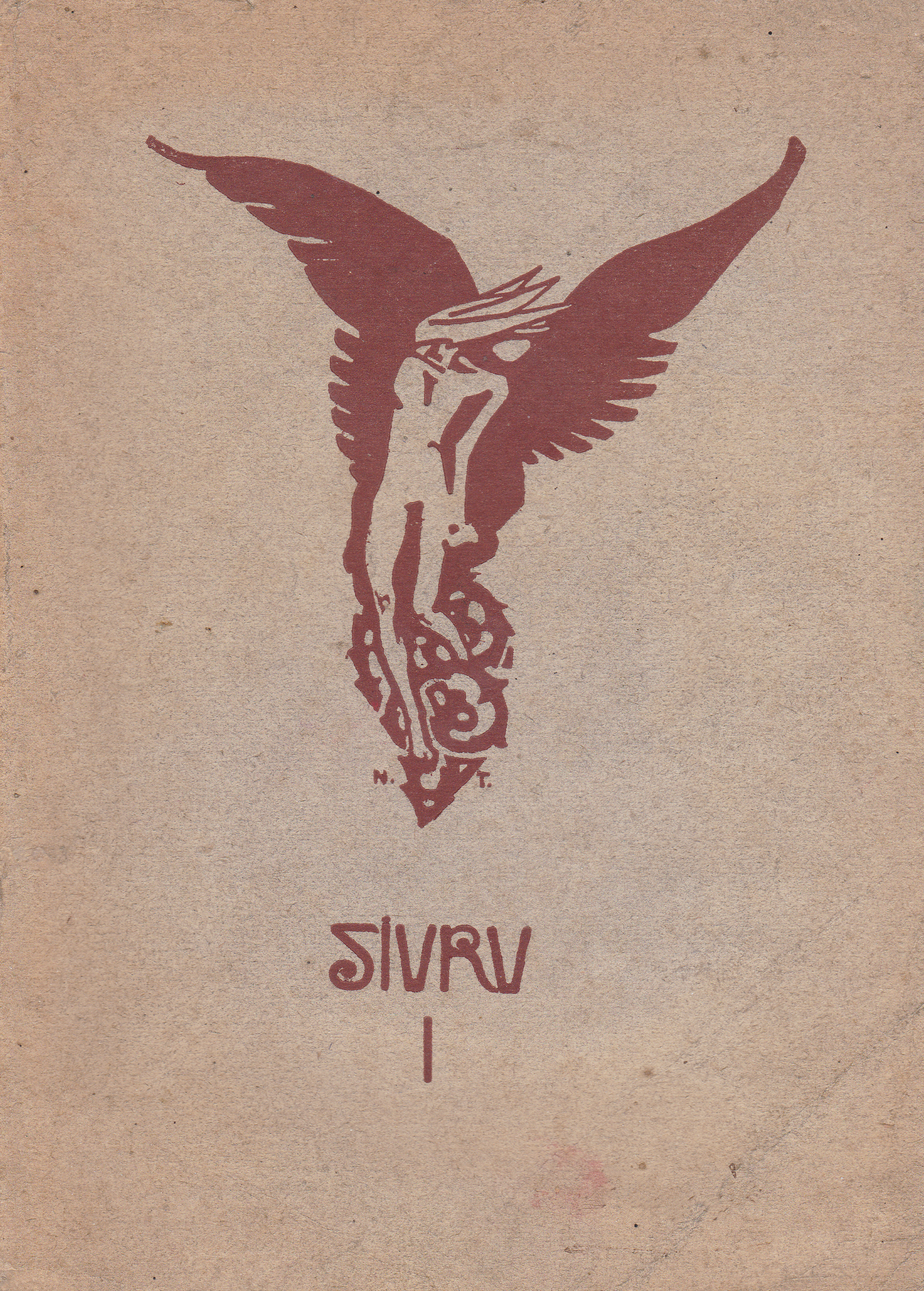
Primera creación del grupo, Siuru I

El movimiento literario Siuru, llamado así por un pájaro de fuego de la mitología estonia, se fundó en 1917 en Estonia. Fue un movimiento expresionista y neorromántico que se opuso a la tradición formalista de Noor-Eesti.

## Miembros
Además de su fundador, August Gailit, el movimiento incluyó a los siguientes jóvenes poetas y escritores: Marie Under, Henrik Visnapuu, Johannes Semper, Friedebert Tuglas, Peet Aren, Otto Krusten y Artur Adson. Entre 1917 y 1919, Siuru publicó tres volúmenes de poesía. El año 1919 provocó conflictos dentro del grupo.  Visnapuu y Gailit se marcharon, mientras que Johannes Barbarus y August Alle se unieron como nuevos miembros.

## Programa
Los miembros de Siuru tenían afinidad con el futurismo y el impresionismo. Su poesía a menudo se consideraba escandalosa debido a su naturaleza erótica. La filosofía de Siuru enfatizaba la libertad del espíritu humano. Los lemas del grupo incluían Carpe diem! y Que la alegría de la creación sea nuestra única fuerza motriz, este último sugerido por Friedebert Tuglas. El símbolo del grupo era el crisantemo blanco.

## Importancia
Un resultado importante de las actividades de Siuru fue la popularización de la literatura entre el pueblo estonio, lo que condujo al desarrollo activo de la literatura estonia original en la joven República de Estonia. Si bien el movimiento en sí tuvo una corta vida, interrumpido por la independencia de Estonia y el consiguiente movimiento literario nacional, sus miembros se convirtieron en figuras importantes de la literatura estonia durante el primer período de independencia y en la comunidad literaria estonia en el exilio durante la ocupación soviética.
Marie Under (1883-1980) fue la líder del movimiento y publicó su primer libro, Sonetos, en 1917. Si bien sus expresiones de la naturaleza encontraron un amplio público, su franco erotismo escandalizó a los conservadores, un tema que mantuvo en sus obras posteriores. Under prosiguió una larga y distinguida carrera literaria, publicando su último libro en 1963.
Artur Adson (1889-1977) publicó su primer poemario, El alma ardiente, en 1917. Tanto este como su siguiente poemario, Farol viejo (1919), consistieron en poemas de amor juvenil. Adson continuó expandiendo su género, incluyendo el abordaje de temas sociales en formato clásico. Adson escribió numerosas obras de teatro. Su obra "Los Cuatro Reyes", un drama sobre el levantamiento estonio de 1343, se considera su obra más emocionante. Continuó escribiendo en el exilio y publicó también varios libros de memorias, el último en 1953. Adson fue el segundo marido de Marie Under.